# Список экзопланет в созвездии Южного Креста
Список экзопланет в созвездии Южного Креста содержит 2 экзопланеты в 2 разных планетных системах, находящихся в соответствующем созвездии. Перечислены только подтверждённые экзопланеты, не являющиеся коричневым карликом.
Учёные постоянно совершают открытия, поэтому список может быть неполон.
Оценить зону обитаемости можно на основе светимости звезды.
| Система      | # | Удалённость св. лет | Светимость L⊙ | Большая полуось а. e. | Эксцентриситет | Период обращения сут | Масса MJ      | Пр.    |
| ------------ | - | ------------------- | ------------- | --------------------- | -------------- | -------------------- | ------------- | ------ |
| HD 108147    | b | 127                 | 2,016         | 0,1 ± 0,01            | 0,53           | 10,9                 | >0,261 ± 0,04 | EPEDR2 |
| NGC 4349-127 | b | 6099                | 334,584       | 2,38                  | 0,19           | 677,8 ± 6,2          | >19,8         | EPEDR2 |